# Chang Dai-chien
Chang Dai-chien (張大千T, 张大千S, Zhāng DàqiānP, Chang Ta-ChienW; 10 maggio 1899 – 2 aprile 1983) è stato un pittore cinese.
È considerato tra gli esponenti più brillanti e fecondi della pittura cinese del XX secolo. La sua maestria tecnica e le sue celebri contraffazioni hanno instillato il dubbio che un certo numero di pitture di grandi maestri siano in realtà opera di Chang Dai-chien, il quale ha effettivamente avuto modi di copiare le opere in occasione dello spostamento della collezione imperiale di Pechino.
Ha conosciuto Pablo Picasso nel 1956 e l'incontro gli ha permesso di ricevere stimoli differente da quelli tipici dell'insegnamento accademico della Repubblica Popolare Cinese, influenzato soprattutto dalla scuola allineata all'ideologia comunista del noto Xu Beihong.
Nel 2011, Chang Dai-chien è talmente quotato nelle aste d'arte da aver battuto il fatturato maggiore in asta superando Picasso con oltre 500 milioni di dollari.